# BioLib
Biological Library, também conhecido como BioLib, é uma enciclopédia online e sítio eletrónico sobre plantas, fungos e animais. É um projeto educativo destinado a profissionais, experientes e o público em geral. Este projeto não contém publicidade e seu líder é Ondřej Zicha. Apresenta informação exaustiva sobre Biótopos, nomes de espécies e demais temas relacionados com o mundo da biologia.
Muitos de livros de Biological Library encontram-se completamente digitalizados e estrategicamente em arquivamentos. A enciclopédia possui informação de livros que se escreveram antes da década de 1930, pelo que os direitos de autor destas coleções de livros têm ficado nulos. Grande parte da informação alojada nesta enciclopédia é difícil de encontrar, isto, como não repousam em bibliotecas ou livrarias. Na enciclopédia também se apresenta informação ilustrada sobre plantas e animais e podem ser consultados gratuitamente em linha.
A Encyclopedia of Life é um dos principais aliados na divulgação de material ilustrativo.